# Le Lou-du-Lac
Le Lou-du-Lac era una comuna francesa situada en el departamento de Ille y Vilaine, de la región de Bretaña, que el 1 de enero de 2016 pasó a ser una comuna delegada de la comuna nueva de La Chapelle-du-Lou-du-Lac al fusionarse con la comuna de La Chapelle-du-Lou.

## Demografía
| Gráfica de evolución demográfica de Le Lou-du-Lac entre 1800 y 2013 |
|                                                                     |

Los datos demográficos contemplados en este gráfico de la comuna de Le Lou-du-Lac se han cogido de 1800 a 1999 de la página francesa EHESS/Cassini, y los demás datos de la página del INSEE.